# Paeonia mascula
Paeonia mascula is een plantensoort uit de familie Paeoniaceae. Het is een kruidachtige vaste plant die een groeihoogte tussen 0,5 en 1,5 meter kan bereiken. De plant heeft grote rode bloemen en bloeit in de late lente en vroege zomer.
De soort komt voor van Centraal-Frankrijk en Noord-Spanje tot in Noordwest-Iran. Hij groeit daar in bosachtige plekken in weilanden en heuvels. Komt verder ook voor in eiken-, dennen- en beukenbossen, vaak tussen varens of op rotsachtige kalksteenhellingen die noordwaarts gericht zijn.